# Amiga Future
Az Amiga Future egy két nyelven - angolul és németül is - megjelenő, nyomtatásban kiadott Commodore Amiga számítógépekre szakosodott folyóirat, opconális CD-melléklettel.

## Történet
1997-ben a német APC&TCP (Amiga Personal Computer & Teamwork Computerclub Programming) úgy döntött, hogy saját nyomtatott folyóiratot ad ki, az Amiga Future-t. Az újságot eredetileg tisztán játékmagazinnak szánták és csak később vált minden amigás témát tárgyaló folyóirattá.
Hosszas keresés után az ICP-t választották kiadónak, amely az Amiga Future-t különszámként jelentette meg a 11-es számtól 1998-ban. Az ICP után az összes Amiga termékét átvette a FALKE-Verlag, így az Amiga Future-t egy ideig ez a kiadó publikálta. A 26. szám megjelenése után azonban a kiadó úgy döntött, nem éri meg neki a lap kiadása és a megszüntetését helyezte kilátásba. Gyors válságtanácskozás nyomán az ACP&TCP felvállalta a kiadóvá válást és a folyóirat saját maguk által történő publikálását. Ezután, 2000 októberében a 27. számot már teljes egészében az APC&TCP adta ki és teszi ezt a mai napig is. Az újság a 64. számtól, 2007 júliusától készül angol nyelven is, míg a 94. számtól kezdődően teljesen színesben jelenik meg. A szerkesztőség a nyomtatott újság mellett, ugyanezen a néven weblapot üzemeltet 1999 óta, illetve 2017 óta elérhető egy androidos applikáció a legfrissebb Amiga-hírek olvasására.